# Söderhamn (gemeente)
Söderhamn is een Zweedse gemeente in Hälsingland. De gemeente behoort tot de provincie Gävleborgs län. Ze heeft ongeveer 30.000 inwoners.

## Plaatsen
| - Askesta - Berga - Bergvik - Borg (noordelijk deel) - Ellne - Flor - Forsbacka - Holmsveden - Ina en Sund - Klapparvik en Malenedal | - Kungsgården en Fors - Ljusne - Marmaskogen - Marmaverken - Mo (noordelijk deel) - Mohed - Onsäng - Östansjö - Ringa - Sandarne | - Skärså - Skensta en Kolsta - Skog - Söderala - Söderhamn (stad) - Sunnanå - Trönö - Vallvik - Vannsätter |